# Akademia Sztuk Pięknych ZSRR
Akademia Sztuk Pięknych ZSRR (ros. Академия художеств СССР) – radziecka akademia z siedzibą w Moskwie. 

## Historia
Akademia działała w latach 1947–1991. Była kontynuacją Akademii Sztuk Pięknych w Petersburgu. Po rozpadzie ZSRR została przekształcona w Rosyjską Akademię Sztuk Pięknych.

## Program dydaktyczny
Zgodnie z ustawą, głównym zadaniem Akademii było zapewnienie stałej poprawy i rozwoju sztuki socjalistycznej we wszystkich jej formach. Akademia została uznana następcą klasycznych tradycji Cesarskiej Akademii Sztuk Pięknych, a jednocześnie zaplanowano ją, aby "promować twórcze rozwinięcie zasad realizmu socjalistycznego". Sprzeczność ta była bardzo widoczna, gdyż sztuce socjalistycznych ideologii trzeba było przedstawiać dorobek imperialistycznych artystów. Akademia dawała studentom możliwości prezentacji swoich prac w kraju i za granicą. Była również wydawcą własnych podręczników. Uczelnia była zorganizowana na najwyższym poziomie pod względem systemu edukacji artystycznej.

## Wydziały
Akademia działała w ramach następujących wydziałów:
- Wydział Malarstwa,
- Wydział Architektury i Sztuki,
- Wydział Rzeźby,
- Wydział Rysunku,
- Wydział Sztuki i Rzemiosła.

## Jednostki ogólnouczelniane i międzywydziałowe
- Instytut Teorii i Historii Sztuk Pięknych w Moskwie,
- Państwowy Akademicki Instytut Sztuki w Moskwie,
- Instytut Malarstwa, Rzeźby i Architektury,
- Syberyjski i dalekowschodni Oddział "Ural, Syberia i Daleki Wschód" w mieście Krasnojarsk,
- Muzeum Badań w Leningradzie,
- Muzeum Riepina w obwodzie Leningradzkim,
- Muzeum – pracownia im S. Konenkowa w Moskwie,
- Biblioteka Naukowa i archiwum w Leningradzie,
- Warsztaty twórcze w Moskwie, Leningradzie, Kijowie, Tbilisi, Baku, Mińsku, Kazaniu, Rydze, Frunze i Taszkencie,
- Warsztaty produkcyjne i laboratoria w Leningradzie[potrzebny przypis].

## Podstawowe statystyki
W dniu 1 lipca 1969 r. Akademia składała się ze 100 członków rzeczywistych oraz 10 członków honorowych. Liczby te cały czas wzrastały. Na koniec 1970 roku w Akademii pracowało 156 członków.

## Rektorzy
- 1947–1957 Aleksandr Gierasimow
- 1958–1962 Boris Ioganson
- 1962–1968 Władimir Sierow
- 1968–1982 Nikołaj Tomski
- 1983–1991 Boris Uragow
- 1991–1992 Nikołaj Ponomariow

## Nagrody
Order Lenina (1975) – "Za wielkie osiągnięcia w rozwoju sztuki radzieckiej i szkolenia wykwalifikowanych artystów"